# Nina Żuk
Nina Aleksiejewna Żuk, z domu Bakuszewa, ros. Нина Алексеевна Жук (Бакушева) (ur. 9 lipca 1934 w Sawinie) – radziecka łyżwiarka figurowa startująca w parach sportowych z mężem Stanisławem Żukiem. Uczestniczka igrzysk olimpijskich (1960), trzykrotna wicemistrzyni Europy (1958–1960) oraz 4-krotna mistrzyni Związku Radzieckiego (1957–1959, 1961).
Jej mężem był jej partner sportowy Stanisław Żuk. Z kolei jej szwagierką była łyżwiarka figurowa Tatjana Żuk, wicemistrzyni olimpijska z Grenoble (1968) w parach sportowych z Aleksandrem Gorielikiem. Nina i Stanisław byli ich głównymi trenerami.

## Osiągnięcia
Ze Stanisławem Żukiem
| Zawody                           | 1954           | 1955           | 1956           | 1957           | 1958           | 1959           | 1960           | 1961           |                |                |                |                |                |                |                |                |                |
| Międzynarodowe                   | Międzynarodowe | Międzynarodowe | Międzynarodowe | Międzynarodowe | Międzynarodowe | Międzynarodowe | Międzynarodowe | Międzynarodowe | Międzynarodowe | Międzynarodowe | Międzynarodowe | Międzynarodowe | Międzynarodowe | Międzynarodowe | Międzynarodowe | Międzynarodowe | Międzynarodowe |
| -------------------------------- | -------------- | -------------- | -------------- | -------------- | -------------- | -------------- | -------------- | -------------- | -------------- | -------------- | -------------- | -------------- | -------------- | -------------- | -------------- | -------------- | -------------- |
| Igrzyska olimpijskie             |                |                |                |                |                |                | 6              |                |                |                |                |                |                |                |                |                |                |
| Mistrzostwa świata               |                |                |                |                | 8              |                | 5              |                |                |                |                |                |                |                |                |                |                |
| Mistrzostwa Europy               |                |                |                | 6              | 2              | 2              | 2              |                |                |                |                |                |                |                |                |                |                |
| Krajowe                          |                |                |                |                |                |                |                |                |                |                |                |                |                |                |                |                |                |
| Mistrzostwa Związku Radzieckiego | 3              |                | 3              | 1              | 1              | 1              |                | 1              |                |                |                |                |                |                |                |                |                |